# Mélampes (Réthymnon)
Mélampes, en grec moderne : Μέλαμπες, est un village de montagne du dème d'Ágios Vasílios, de l'ancienne municipalité de Lámpi, dans le district régional de Réthymnon, en Crète, en Grèce. Selon le recensement de 2001, la population de Mélampes compte 853 habitants. Le village est situé à une distance de 42 km de Réthymnon, sur les pentes du mont Kédros, à une altitude de 600 m.

## Source de la traduction
- (el) Cet article est partiellement ou en totalité issu de l’article de Wikipédia en grec moderne intitulé « Μέλαμπες Ρεθύμνης » (voir la liste des auteurs).